# 나마스테

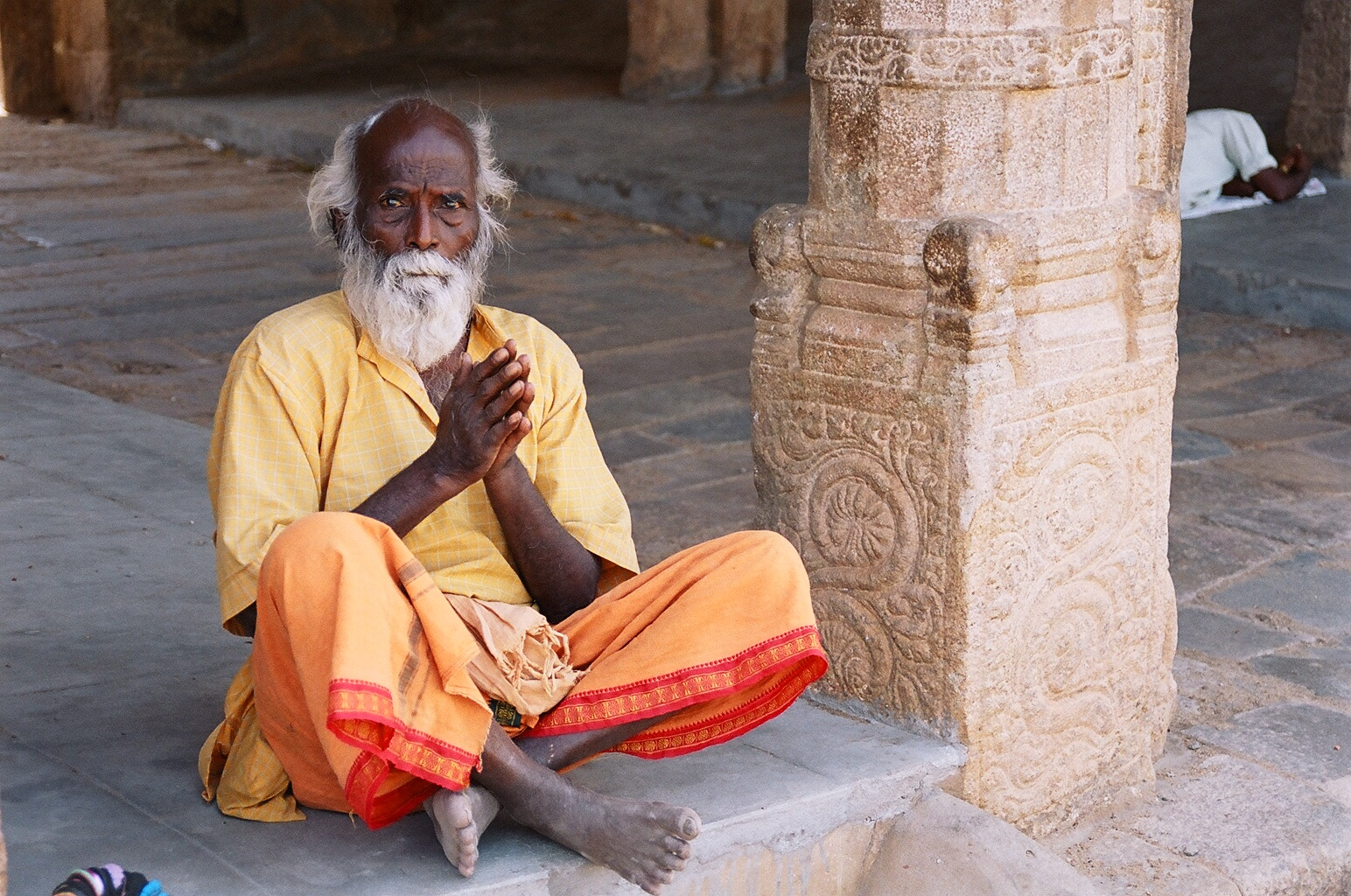
나마스테

나마스테(산스크리트어: नमस्ते)는 인도와 네팔에서 주고 받는 인사말이다. 만났을 때뿐만 아니라 작별할 때도 사용한다. 공식적인 형태로 나마스카르 (नमस्कार)가 있다.
나마스테 요로빠치라는 인도 전래동요도 있다.

## 동작
이 인사를 할 때는 합장을 하며, 많은 경우는 가볍게 인사를 한다.

## 같이 보기
- 인도의 문화
- 와이 (태국)